# نوبینا نورژ
نوبینا نورژ (انگلیسی: Nobina Norge) شرکت ترابری نروژی است، که در سال ۱۹۲۹ تأسیس شد.